# 谷口昇司
谷口 昇司（たにぐち しょうじ、1977年 - ）は、日本の広告クリエイター。

## 経歴
北海道伊達市に生まれ、金沢美術工芸大学視覚デザイン科を卒業後、2001年大広へ入社。
家電、ゲーム、テレビ局、菓子、飲料などの様々な企業の広告コミュニケーションとプロモーション開発を手がける。
2017年にマッキャンヘルスケアワールドワイドジャパンへ移籍し、クリエイティブディレクターとして複数の外資系製薬企業のコミュニケーション開発プロジェクトに携わる。
2020年より電通デジタル (旧 電通アイソバー) エクスペリエンスクリエイティブ部門 エグゼクティブクリエイティブディレクター。

## 主な受賞歴
- Cannes Lions
- London International Awards
- ADFEST
- The One Show
- Spikes Asia
- MAD STARS
- Cresta Awards
- Outstanding Leadership Award
- The AdForum PHNX Awards
- Yahoo! JAPAN Internet Creative Award
- Digital Signage Award
- Tokyo Interactive Ad Awards
- 日経広告賞
- 日本産業広告賞
- 日本雑誌広告賞
- 新聞広告賞
- JAA広告賞
- 広告電通賞
- ACC賞
- OCC賞

他

## 主な審査員歴・登壇歴
- Cannes Lions Shortlist Jury[5][6][7]
- Lisbon Health International Advertising Festival Jury[8]
- World Independent Advertising Awards Jury President
- The AdForum PHNX Awards Grand Jury
- 宣伝会議 クリエイティブディレクション講座 講師[9]
- 宣伝会議 カンヌセミナー 講師[10]
- WOMJクチコミフェスタ2022 登壇[11]

他